# Delta Cafés
Delta Cafés (pronunciación en portugués: /dɛɫtɐ kɐfɛʃ/) es una empresa portuguesa tostadora, envasadora y distribuidora de café, con sede central Campomayor, Portugal. La empresa fue fundada en 1961 por Rui Nabeiro y se ha convertido en una de las empresas de café más importantes del mundo.
A fecha de 2016, la empresa contaba con unos 3200 empleados y tenía presencia en más de 30 países.

## Historia
Delta Cafés fue fundada en el año 1961 por Rui Nabeiro en la ciudad de Campomayor a la edad de 17 años y cuando trabaja en una tienda familiar. Contaba solo con dos máquinas para moler el café y solo era capaz de tostar 30 kilos de café en un almacén alquilado de 50 metros cuadrados.
En 2014 facturó 300 millones de euros siendo su mercado principal Portugal donde cuenta con un 39% del mismo. También tiene un importante mercado en Angola y Mozambique. El 17% de la facturación ya venía del mercado de las cápsulas de café.